# 伊万·柴扬诺夫
伊万·米歇耶维奇·柴扬诺夫（俄语：Иван Михеевич Зарянов，1894年11月26日—1975年9月4日），是苏联的法官，是远东国际军事法庭的审判法官之一。

## 生平
1894年，出生于维牙特加州斯罗波得斯柯伊区罗金斯卡亚村。
1915年，入伍。
1918年，任第二十九步兵旅军事法庭庭长。
1934年，任苏联最高法院军事庭法官。
1941年，任前线军事法庭庭长。
1942年，兼任红军军法学校校长。
1955年，开除党籍军籍。
1975年，逝世。